# Poupard (auteur)
Pour les articles homonymes, voir Poupard.
 (septembre 2016).
 (octobre 2018).
Si vous disposez d'ouvrages ou d'articles de référence ou si vous connaissez des sites web de qualité traitant du thème abordé ici, merci de compléter l'article en donnant les références utiles à sa vérifiabilité et en les liant à la section « Notes et références ».
Poupard, nom de plume d’Alexandre Mermin, né le 8 avril 1969 à Grenoble (Isère) est un dessinateur de bande dessinée et illustrateur français.

## Biographie
Autodidacte, il publie en 1989 ses premiers dessins en tant que caricaturiste et dessinateur de presse. Il a effectué des illustrations humoristiques (travaux publicitaires, cartes postales, tee-shirts, presse d'entreprise…) et réalistes (mode et du prêt-à-porter féminin).
En octobre 1992, il obtient le premier prix au concours international de Charleroi dans la catégorie réaliste[réf. nécessaire] et participe en novembre de l'année suivante au lancement de l'album[Lequel ?] rassemblant les trois lauréats de cette compétition.
En 1998, avec les Éditions Vents d'Ouest, il réalise deux albums comiques en noir et blanc puis, à partir de 2002, il intègre les Éditions Bamboo. Là, il dessine une histoire d'heroic fantasy humoristique en deux tomes avant de commencer une nouvelle série intitulée Les Rugbymen.

## Œuvres publiées

### Bande dessinée
Sous sous nom d'état-civil (Alexandre Mermin)
- Chez Gaspard, avec Gérard Lasnier et Jacky Goupil, Vents d'Ouest :

1. Les Femmes, 1998  (ISBN 2-86967-773-1).
2. Le Bar des sports, 1999  (ISBN 2-86967-813-4).

- Les Brumes du Miroboland, avec Bertrand Escaich, Bamboo :

1. L'Élixir de Silyconn, 2003  (ISBN 2-912715-88-1)[1].
2. Le Secret de Fènwik, 2004  (ISBN 2-915309-13-2).

Sous le pseudonyme Poupard
- Les Rugbymen, avec BéKa, Bamboo, 18 vol., 2004-2020.
- Le Chemin des fous, avec BéKa, Bamboo, 2018  (ISBN 978-2-8189-4460-8).

### Illustration
- BéKa, Les Petits Rugbymen, Bamboo, 5 vol., 2010-2014. Série de romans jeunesse.